# Theresa Gröninger
Theresa Annalena Gröninger (* 16. Januar 1993 in Münster) ist eine deutsche Politikerin (CDU). Sie ist seit 2023 Mitglied der Bremischen Bürgerschaft.

## Biografie

### Ausbildung und Beruf
Gröninger legte ihr Abitur am Gymnasium Arnoldinum in Steinfurt ab. Anschließend studierte sie mit einem Stipendium der Konrad-Adenauer-Stiftung Musikpädagogik mit Hauptfach Klarinette und Politikwissenschaften an der Universität Bremen. Sie schloss das Studium 2015 mit dem Bachelor of Arts ab. Daraufhin absolvierte sie einen Studiengang „Komplexes Entscheiden“, welchen sie 2019 mit dem Master abschloss. Von 2018 bis 2020 arbeitete sie als Head of Marketing der Seghorn AG in Bremen. Seit 2020 ist sie Head of Sales und Marketing des Bremer Logistik-Start-ups cellumation.

### Politik
Gröninger trat 2013 in die CDU ein und bekleidete verschiedene Ämter in der Jungen Union. 2017 und 2021 kandidierte sie erfolglos auf der Landesliste für den Deutschen Bundestag.

Seit 2020 ist sie stellvertretende Kreisvorsitzende der CDU Bremen-Stadt und kooptiertes Mitglied im Landesvorstand der Bremer CDU. 2021 wurde sie Deputierte für Mobilität, Bau und Stadtentwicklung. 2022 wechselte sie in die Wirtschaftsdeputation.
Bei der Bürgerschaftswahl in Bremen 2023 trat Gröninger auf Listenplatz 14 ihrer Partei für den Wahlbereich Bremen an und zog in die Bürgerschaft ein.

Sie ist Sprecherin der CDU-Fraktion für Wirtschaft, Mitglied der Deputationen für Wirtschaft und Häfen sowie für Arbeit und Mitglied im Hafenausschuss.

### Weitere Mitgliedschaften
- Beirat JOBLING gAG Hanse, Standort Bremen
- stellvertretendes Mitglied im Verwaltungsrat hkk Krankenkasse
- Mitglied im Vorstand der hkk-Gemeinschaft e.V.[2]